# Maria Josefa de Riba
Maria Josefa de Riba i Salas (Granollers, 20 de juliol de 1913 – 7 de març de 2008), coneguda també com Pepa Riba o Josefa de Riba, va ser una tenista catalana impulsora del tenis femení que va guanyar nou títols individuals, quatre de dobles i un de mixt.

## Trajectòria
Josefa de Riba va començar a jugar als anys trenta i el 1933 va ser campiona de Catalunya individual de segona categoria. Va passar a primera categoria l’any 1943, després que aquella temporada hagués guanyat els campionats de primera i segona. Així, a partir del 1944 i fins mitjans dels anys 50 va ocupar assíduament la primera posició del tenis català i espanyol. Igualment, va ser de les primeres tenistes catalanes i espanyoles en jugar a l’estranger. Entre 1944 i 1950 va guanyar set Campionats d’Espanya individuals, quatre de dobles i sis de mixtes, i va disputar diversos tornejos internacionals. L’any 1946 va guanyar el Torneig Internacional de S’Agaró, en la primera edició després de la represa.
Era membre del Reial Club de Tenis del Turó, junt amb Pilar Barril i Carme Puig, amb qui va disputar diversos tornejos i amb qui en ocasions va formar parella en dobles. La premsa contemporània la va definir com la jugadora «amb més classe» i la que més resultats internacionals havia assolit després de Lilí Álvarez i Pepa Chávarri.

### Tornejos internacionals
Junt amb Pilar Barril, va ser de les primeres dones espanyoles en jugar en tornejos internacionals de tenis després de la Segona Guerra Mundial. Entre els anys 1952 i 1957 va participar en el Torneig de Wimbledon en cinc ocasions. El juny de 1955, va guanyar a l'italiana Lea Pericoli i l'anglesa Margot Parker i va perdre a la quarta ronda davant l'americana Doris Hart. Igualment, va jugar quatre vegades l'Open de Roma i en diverses ocasions els open de Suïssa a Gstaad (1953 i 1955), el de Menton (1953 i 1955), el de Montecarlo (1954 i 1955) i el torneig de Cannes (1953 i 1956). El 1955 també va prendre part al Torneig de Roland Garros.
Igualment, va disputar diversos tornejos a Estoril, Lisboa i Porto, Zermatt (Suïssa), Bristol (1951), França (1957) o Flins (Àustria). i el 1953 va quedar finalista del de Lugano i el 1955 del de Wengen.

## Premis i reconeixements
L’any 1954 l'Ajuntament de Barcelona va concedir a Maria Josefa de Riba i Isabel Maier Muller, que els anys 1952 i 1953 havien estat campiones de Catalunya en la modalitat de tenis dobles, la Medalla de la ciutat al mèrit esportiu de bronze.
Junt amb altres tenistes com Andreu Gimeno, Manolo Orantes, Pere Masip, Emilio Martínez, Josefa Chávarri o Carmen Perea, va rebre l’homenatge als campions nacionals de la Federació Espanyola de Tenis l’any 1988.
Forma part del Club de los Grandes del Tenis Español, junt amb les tenistes Lilí Álvarez, Pilar Barril, Josefa Chávarri, Ana María Estalella, M. Carmen Hernández Coronado, Conchita Martínez i Arantxa Sánchez Vicario.